# Khánh Ngân
Đỗ Trần Khánh Ngân (sinh ngày 14 tháng 4 năm 1994) là một hoa hậu và người mẫu  người Việt Nam. Cô là đại diện Việt Nam đầu tiên giành vương miện Hoa hậu Hoàn cầu 2017 tổ chức tại Albania. Cô còn được biết đến là Hoa khôi Du lịch Việt Nam 2017 và Á quân The Face Vietnam 2016 của đội Phạm Hương.

## Sự nghiệp
Đỗ Trần Khánh Ngân sinh ngày 14 tháng 4 năm 1994, sinh ra ở tỉnh Đồng Nai. Cô sống và làm việc chủ yếu ở Thành phố Hồ Chí Minh.

#### 2014:Hoa hậu Việt Nam
Năm 20 tuổi với tư cách là sinh viên, Khánh Ngân tham gia cuộc thi đầu tiên là Hoa hậu Việt Nam 2014 và chỉ dừng chân ở Top 40 thí sinh tham gia vòng chung kết.

#### 2015:Hoa hậu Hoàn vũ Việt Nam
Khánh Ngân tiếp tục tham gia cuộc thi Hoa hậu Hoàn vũ Việt Nam 2015. Được đánh giá là một trong những thí sinh tiềm năng, cô sở hữu vóc dáng chuẩn, gương mặt ưa nhìn cùng với nụ cười rạng rỡ. Trong đêm chung kết, cô được xướng tên vào Top 15 người đẹp nhất. Ngoài ra cô còn nhận giải thưởng phụ ''Người đẹp Ảnh''.

#### 2016:The Face Vietnam(mùa 1)
Tên tuổi của Khánh Ngân mới bứt phá khi cô tham gia The Face Vietnam 2016 chọn về đội Phạm Hương để dìu dắt và giành danh hiệu Á quân trong đêm chung kết. Cô là thí sinh có gương mặt khả ái nhất The Face Vietnam 2016.

#### 2017:Hoa khôi Du lịch Việt NamvàHoa hậu Hoàn cầu
Ngày 10 tháng 3 Khánh Ngân xuất sắc giành ngôi vị cao nhất tại đêm chung kết cuộc thi Hoa khôi Du lịch Việt Nam - Miss Tourism Vietnam. Cô được mời làm giám khảo casting người mẫu cho The Face Vietnam 2017 mùa 2 (15 tháng 3).
Sau 7 tháng tập luyện, cô chính thức đại diện Việt Nam thể hiện trình diễn tự tin và xuất sắc đăng quang Hoa hậu Hoàn cầu (Miss Globe) tại Tirana, Cộng hòa Albania (vào ngày 4 tháng 11). Khánh Ngân luôn nằm trong Top 3 bình chọn cao nhất trên website chính thức của Hoa hậu Hoàn cầu 2017.
Ngày 12 tháng 12, Khánh Ngân được mời làm giám khảo cuộc thi Hoa hậu Đại sứ Du lịch Thế giới – World Miss Tourism Ambassador 2017 cùng nam vương Ngọc Tình, đồng thời trao vương miện cho Hoa hậu của cuộc thi.
Năm 2018, Khánh Ngân trở thành đại sứ hình ảnh quảng bá cho Tuần Văn hóa - Du lịch Mường Lò.

## Thành tích
- Top 40 Hoa hậu Việt Nam 2014
- Top 15 Hoa hậu Hoàn vũ Việt Nam 2015
  - Người đẹp Ảnh.

- Á quân The Face Vietnam 2016
  - Thí sinh có khuôn mặt khả ái nhất

- Đăng quang Hoa khôi Du lịch Việt Nam 2017
- Đăng quang Hoa hậu Hoàn cầu 2017
  - Top 5 Miss Popular Votes
  - Top 8 Miss Talent